# الأجنحة المتكسرة
الأجنحة المتكسرة، هي، قصة لجبران خليل جبران، وتعتبر من أشهر قصصه بالعربية، وتتحدث عن شاب بعمر ال18 يحب فتاة، ولكن تلك الفتاة تُخطب من شخص آخر غني يطمع في ثروة والدها ،وتحدث المشاكل، ويتحدث فيها جبران بالصيغة الأولى أي يجعل نفسه بطل القصة.

## تلخيص القصة
تحدث جبران في روايته عن أول قصة حب له، ومدى تأثيرها على حياته، فطلب منه فارس كرامة أن يزوره في بيته ليحدثه أكثر عن ماضيه مع والده، ولكي يعرفه على ابنته. فقام الكاتب بزيارة السيد كرامة، وهناك تعرف على ابنته سلمى وكانت علاقته قوية بالسيد كرامة، أحبها من أول نظرة وأصبح يزورها دائماً. كان يتعرف أكثر على سلمى ويزداد حبه وتعلقه بها. إستدعى المطران السيد فارس للتحدث معه في أمرٍ مهم  مما اضطره للتوجه إليه في ذات الليلة وهذه كانت فرصة استغلها الكاتب ليعترف بحبه لسلمى، التي بادلته نفس الشعور. عند عودة السيد فارس من لقائه مع المطران أخبر سلمى بقرار زواجها من ابن أخ المطران، منصور بك، الذي كان معروفا بطمعه في الحصول على أملاك سلمى ووالدها. تزوج منصور بك بسلمى على غير إرادتها، ومرت الأشهر والفصول. بعد هذا الحادث بدأ الكاتب وسلمى يلتقيان مرة في الشهر في معبد صغير بعيد عن بيتها. في السنة الخامسة لزواج سلمى و منصور بك حملت سلمى بطفلا وبعد الولادة توفيت هي وطفلها.

## شخصيات الرواية
- جبران خليل جبران.
- سلمى كرامة.
- فارس كرامة.
- منصور بك.
- المطران.
- خادم المطران

## كلمات واقتباسات
- إن نفسك التي تسمع همس الأزهار وأغاني السكينة تستطيع أن تسمع صراخ روحي وضجيج قلبي.
- المرء إن لم تحبل به الكآبة و يتمخض به اليأس و تضعه المحبة في مهد الأحلام تظل حياته كصفحةٍ خالية بيضاء في كتاب الكيان.
- من لا يشاهد الملائكة و الشياطين في محاسن الحياة و مكروهاتها يظل قلبه بعيدا عن المعرفة و نفسه فارغة من العواطف.
- حينما تتوق إلى نعمة لا تعرف لها اسما، وحينما تحزن دون أن تدري لذلك سببا، فأنت في الحق تنمو مع كل ما ينمو ترتفع إلى ذاتك الكبرى.
- إن النفس الحزينة المتألمة تجد راحة بانضمامها إلى نفس أخرى تماثلها بالشعور وتشاركها بالإحساس مثلما يستأنس الغريب بالغريب في أرض بعيدة عن وطنهما... فالقلوب التي تدنيها أوجاع الكآبة بعضها من بعض لا تفرقها بهجة الأفراح وبهرجتها.
- رابطة الحزن أقوى في النفوس من روابط الغبطة والسرور. والحب الذي تغسله العيون بدموعها يظلّ طاهراً وجميلاً وخالداً.
- إن أعذب ما تحدثه الشفاه البشرية هو لفظة " الأم "، وأجمل مناداة هي : يا أمـــــيّ.
- كلمة صغيرة كبيرة مملوءة بالأمل والحبّ والانعطاف وكل ما في القلب البشري من الرّقة والحلاوة والعذوبة.
- الأم هي كل ّ شيء في هذه الحياة ، هي التعزية في الحزن ...، والرجاء في اليأس، والقوة في الضعف، هي ينبوع الحنو والرأفة والشفقة والغفران، فالذي يفقد أمه يفقد صدرا  يسند إليه رأسه ويدا  تباركه وعينا  تحرسه.
- كلّ شيء في الطبيعة يرمز ويتكلمّ عن الأمومة، فالشمس هي أم هذه الأرض ترضعها حرارتها وتحضنها بنورها ولا تغادرها عند المساء إلا بعد أن تنومها على نغمة أمواج البحر وترنيمة العصافير والسواقي.
- وهذه الأرض هي أم للأشجار والأزهار تلدها وترضعها ثم تفطمها والأشجار والأزهار تصير بذورها أمهات حنونات للأثمار الشهيّة والبزور الحيّة وأم كلّ شيء في الكيان هي الروح.
- إن لفظة الأم تختبئ في قلوبنا مثلما تختبئ النواة في قلب الأرض، وتنبثق من بين شفاهنا في ساعات ِ الحزن ِ والفرح كما يتصاعد العطر من قلب الوردة في الفضاء الصافي والممطر.

## وصلات خارجية
- آراء القراء حول رواية الأجنحة المتكسرة على موقع أبجد.